# Many Classic Moments
「Many Classic Moments」（メニー・クラシック・モーメンツ）は、globeの26枚目のシングル。2002年2月6日にavex globeから発売された。

## 解説
テレビ東京系「倫敦音楽館 Lon-mu」オープニング曲。
7thアルバム『Lights』と同時発売。この楽曲を小室哲哉は「21世紀になると、90年代のような曲作りとは、徐々に距離を置き始めた。その頃、まさに『降ってきました』としか言いようがない曲」と後に著書「罪と音楽」で記している。
songnation featuring globe名義で、同年3月6日にリミックス・シングル「Many Classic Moments Remix」を発売（後述）。

## 収録曲
| 全作詞: 小室哲哉（RAP詞: MARC）、全作曲・編曲: 小室哲哉。 |                                          |                           |            |      |
| #                                                         | タイトル                                 | 作詞                      | 作曲・編曲 | 時間 |
| 1.                                                        | 「Many Classic Moments (Original Mix)」  | MARC ・ KEIKO             | 小室哲哉   | 6:08 |
| 2.                                                        | 「Many Classic Moments (Breakdown Mix)」 | 小室哲哉 （RAP詞: MARC ） | 小室哲哉   | 6:55 |
| 3.                                                        | 「Many Classic Moments (Instrumental)」  | 小室哲哉 （RAP詞: MARC ） | 小室哲哉   | 6:09 |
| 合計時間:                                                 | 合計時間:                                | 19:12                     |            |      |

## クレジット
- Produced : 小室哲哉, globe
- Mixed : 小室哲哉
- Mastered : 前田康二
- Art direction & Design : THROUGH.
- Photographer : 内田将二

## 収録アルバム
- Lights（アルバムバージョン）
- 8 Years ～Many Classic Moments～
- globe decade -single history 1995-2004-
- 15YEARS -BEST HIT SELECTION-（アルバムバージョン）
- #globe20th -SPECIAL COVER BEST-（COVER+BEST盤のみ収録）

## カバー
2015年12月16日リリースのV.A.『#globe20th -SPECIAL COVER BEST-』で浜崎あゆみが同曲をカバーした。また、2016年6月29日リリースの浜崎のオリジナルアルバム『M(A)DE IN JAPAN』にも同カバーが収録された。

## Many Classic Moments Remix
「Many Classic Moments Remix」（メニー・クラシック・モーメンツ・リミックス）は、songnation featuring globeのリミックス・シングル。2002年3月6日にavex traxから発売された。

### 解説
「Many Classic Moments (TK remix)」のビデオ・クリップが2種類制作され、リミックス・アルバム『global trance best』の付属DVDには通常バージョン、DVD『globe special live -genesis of next-』にはスペシャル・バージョンが収録されている。
同時発売のリミックス・アルバム『songnation2 trance』にも本作の1曲目が収録されている。

### 収録曲
| 全作詞: 小室哲哉（RAP詞: MARC）、全作曲: 小室哲哉。 |                                               |                           |            |       |
| #                                                   | タイトル                                      | 作詞                      | 作曲・編曲 | 時間  |
| 1.                                                  | 「Many Classic Moments (TK remix)」           | MARC ・ KEIKO             | 小室哲哉   | 10:10 |
| 2.                                                  | 「Many Classic Moments (Tribal mix)」         | 小室哲哉 （RAP詞: MARC ） | 小室哲哉   | 9:52  |
| 3.                                                  | 「Many Classic Moments (Original mix)」       | 小室哲哉 （RAP詞: MARC ） | 小室哲哉   | 6:08  |
| 4.                                                  | 「Many Classic Moments (Remix instrumental)」 | 小室哲哉 （RAP詞: MARC ） | 小室哲哉   | 9:16  |
| 合計時間:                                           | 合計時間:                                     | 35:26                     |            |       |

### クレジット
- Produced, Mixed & Remixed : 小室哲哉
- Organized : zento
- Executive produced : 松浦勝人